# Arlangkot
Arlangkot (nep. अर्लाङकोट) – gaun wikas samiti w zachodniej części Nepalu w strefie Lumbini w dystrykcie Gulmi. Według nepalskiego spisu powszechnego z 2001 roku liczył on 485 gospodarstw domowych i 2621 mieszkańców (1414 kobiet i 1207 mężczyzn).